# Lichdom: Battlemage
Lichdom: Battlemage (Ранее Lichdom: the 6th age of Roth — Redeemer (англ. Lichdom: Шестой век Ротх — Искупитель)) — компьютерная игра в жанре Action с элементами RPG. Разработана независимой американской студией Xaviant и издают Maximum Games для консольной версии который выйдет с 19 апреля 2016 года.

## Сюжет
Вселенная игры носит название Lichdom.
Вы просыпаетесь на земле и видите перед собою мужчину по имени Roth. Он дает вам могущественную магию и говорит, что вы — искупитель. Roth называет вас Драконом, которому дана боевая магия. По прохождению игры вы узнаете, что до вас были и другие Драконы, но пока известен только 12-й Дракон. Вы должны защитить этот мир и избавить его от лжи, коррупции и нечисти.

## Игровой процесс
В начале игры вам предоставляется возможность ввести имя персонажа, а потом выбрать пол главного героя.
Вы играете за мага, которому властны силы различных стихий. Сила эта дарована вам могущественным магом — Roth. Вы проходите небольшое обучение, где время от времени вам даются новые способности.
Единственное ваше оружие — это магия, никакое холодное и стрелковое оружие вам не доступно. Все способности создаются способом соединения заклинания специальными предметами. Вид от первого лица сделан специально. Как говорят разработчики, это сделано для того, чтобы игроки смогли по максимуму проникнуть в мир Lichdom, полный магии и приключений. Управление довольно стандартное, если вы кидаете в противника огненный шар и он отойдет в сторону, то вы тем самым промахиваетесь. Чтобы противник вас не задел, вы можете телепортироваться в другую точку.
Создание заклинаний идет при синтезе:
Стихии — Огонь, лед, кинетик и другие.
Структуры заклинания — То есть, что это будет за заклинание. Огненный шар или удар по области.
Аргумента — Какое действие будет выполнять данное заклинание. Существует три аргумента:
Данные аргументы будут рассматриваться на заклинаниях магии льда.
- Destruction — наносит урон. (Заклинание наносит урон, но не замораживает противника.)
- Control — контроль противника. (Заклинание замораживает противника, но не наносит урон.)
- Mastery — удваивает урон по противнику. (Заклинание накладывает на противника баф, который удваивает урон, но оно не наносит урон и не контролирует его.)

## Персонажи
13-й Дракон — главный герой игры, может быть мужского или женского пола. Имя главного героя вы назначаете сами.
Roth — Могущественный маг мира Lichdom, который дарует вам свои способности и учит вас новым способностям.
12-й Грифон — помощник Дракона, на протяжении всей игры подсказывает путь к цели. Пол противоположен Дракону и зависит от выбора игрока.
Шакс — главный антагонист игры. Глава культа, который держит в страхе весь мир Lichdom.

## Отзывы и продажи
| Сводный рейтинг       | Сводный рейтинг |
| Агрегатор             | Оценка          |
| --------------------- | --------------- |
| GameRankings          | 72,23 %         |
| Русскоязычные издания |                 |
| Издание               | Оценка          |
| PlayGround.ru         | 7,5/10          |
| Riot Pixels           | 56 %            |

### ПК версия
В целом, игра Lichdom: BattleMage получила сдержанные отзывы как от критиков, так и от игроков. Игра имеет 69/100 на агрегаторе оценок Metacritic на основании 22 оценок.

### Консольная версия
Единственное издание, которую оценило консольный порт игры является ICXM, которое поставило 1/10, назвав игру ужасной во всех аспектов. В целом поигравшие игроки отмечают халтурное качество портирования и ужасную производительность. Ресурс Digital Foundry назвал Lichdom: BattleMage игрой с самой плохой оптимизацией на консолях 8 поколения.

### Продажи
Летом 2018 года, благодаря уязвимости в защите Steam Web API, стало известно, что точное количество пользователей сервиса Steam, которые играли в игру хотя бы один раз, составляет 233 763 человека.

## Ранний доступ
Игра Lichdom была выпущена в ранний доступ в системе Steam 25 марта 2014. Тогда стало известно о переименовании игры, но ещё не было известно, будет ли использоваться это название в релизной версии игры или же разработчики вернутся к старому названию.
26 августа игра вышла в Steam под названием Lichdom: Battlemage.